# Đại hội Thể thao Đông Nam Á 1989
Đại hội Thể thao Đông Nam Á 1989 (tiếng Mã Lai: Sukan Asia Tenggara 1989), tên gọi chính thức là Đại hội Thể thao Đông Nam Á lần thứ 15, là sự kiện thể thao đa môn được tổ chức tại Kuala Lumpur, Malaysia từ ngày 20 đến ngày 31 tháng 8 năm 1989, với 25 môn thi đấu. Tại kỳ đại hội này, Lào trở lại tranh tài lần đầu tiên dưới tên liên đoàn mới, trong khi Việt Nam cử đoàn thể thao riêng tham dự với tư cách một quốc gia thống nhất. Campuchia không tham gia đại hội.
Lễ bế mạc của kỳ đại hội thể thao khu vực này trùng với dịp kỷ niệm 32 năm ngày độc lập của Malaysia. Đây là lần thứ tư Malaysia đăng cai sự kiện này, sau các năm 1965, 1971 (khi còn mang tên Đại hội Thể thao Bán đảo Đông Nam Á - SEAP Games) và 1977 (kỳ đại hội đầu tiên sử dụng tên gọi hiện tại Đại hội Thể thao Đông Nam Á sau khi Brunei, Indonesia và Philippines gia nhập). 
Đại hội được Quốc vương Malaysia thứ 9, Sultan Azlan Shah, chính thức khai mạc và bế mạc tại Sân vận động Merdeka.  Kết thúc đại hội, Indonesia là đoàn thể thao giành được nhiều huy chương nhất, xếp trên nước chủ nhà Malaysia và Thái Lan.

## Địa điểm
- Sân vận động Merdeka, Kuala Lumpur – Lễ khai mạc/Bế mạc, Điền kinh, Bóng đá (chung kết)
- Sân vận động Negara – Bóng rổ, Cầu lông
- Trung tâm thể thao dưới nước Cheras – Bơi lội
- Sân vận động Cheras – Bóng đá
- Velodrome Rakyat – Xe đạp (đường đua lòng chảo)
- Trường bắn Subang – Bắn súng
- Sân vận động BSN, Bangi – Bóng đá

- Kent Bowl, Asiajaya, Petaling Jaya – Bowling

## Quốc gia tham dự
- Brunei
- Indonesia
- Lào
- Malaysia (Chủ nhà)
- Myanmar
- Philippines
- Singapore
- Thái Lan
- Việt Nam

## Logo
- Gasing

## Linh vật
Johan, một chú rùa là linh vật của SEA Games 1989.

## Bảng tổng sắp huy chương
Tổng cộng 957 huy chương đã được trao cho các vận động viên, bao gồm 303 huy chương Vàng, 302 huy chương Bạc và 352 huy chương Đồng. Đoàn thể thao Malaysia đã có màn thể hiện xuất sắc nhất trong lịch sử SEA Games, chỉ xếp sau Indonesia trên bảng tổng sắp toàn đoàn.
| Hạng               | Đoàn               | Vàng | Bạc | Đồng | Tổng số |
| ------------------ | ------------------ | ---- | --- | ---- | ------- |
| 1                  | Indonesia (INA)    | 102  | 78  | 71   | 251     |
| 2                  | Malaysia (MAS)     | 67   | 58  | 75   | 200     |
| 3                  | Thái Lan (THA)     | 62   | 63  | 66   | 191     |
| 4                  | Singapore (SIN)    | 32   | 38  | 47   | 117     |
| 5                  | Philippines (PHI)  | 26   | 37  | 64   | 127     |
| 6                  | Myanmar (MYA)      | 10   | 14  | 20   | 44      |
| 7                  | Việt Nam (VIE)     | 3    | 11  | 5    | 19      |
| 8                  | Brunei (BRU)       | 1    | 2   | 4    | 7       |
| 9                  | Lào (LAO)          | 0    | 1   | 0    | 1       |
| Tổng số (9 đơn vị) | Tổng số (9 đơn vị) | 303  | 302 | 352  | 957     |

## Môn thể thao
- Thể thao dưới nước  (chi tiết)

- -  Nhảy cầu  (chi tiết)

- -  Bơi lội  (chi tiết)

- -  Bóng nước  (chi tiết)

- Bắn cung  (chi tiết)

- Điền kinh  (chi tiết)

- Cầu lông  (chi tiết)

- Bóng rổ  (chi tiết)

- Thể hình  (chi tiết)

- Bowling  (chi tiết)

- Quyền Anh  (chi tiết)

- Xe đạp  (chi tiết)

- Đấu kiếm  (chi tiết)

- Bóng đá  (chi tiết)

- Golf  (chi tiết)

- Khúc côn cầu  (chi tiết)

- Judo  (chi tiết)

- Karate  (chi tiết)

- Pencak silat  (chi tiết)

- Chèo thuyền  (chi tiết)

- Thuyền buồm  (chi tiết)

- Cầu mây  (chi tiết)

- Bắn súng  (chi tiết)

- Bóng bàn  (chi tiết)

- Taekwondo  (chi tiết)

- Quần vợt  (chi tiết)

- Bóng chuyền  (chi tiết)

- Cử tạ  (chi tiết)